# Callitriche wightiana
Callitriche wightiana là một loài thực vật có hoa trong họ Mã đề. Loài này được Wall. ex Wight & Arn. mô tả khoa học đầu tiên năm 1834.